# Join the Dots: B-Sides & Rarities 1978–2001 (The Fiction Years)

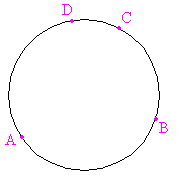
Join the Dots fue el disco recopilatorio que la banda The Cure publicó de caras B editadas entre 1978 y 2001 con Fiction Records. Foto: Puntos cocíclicos que forman un círculo; se usó el concepto de "unir los puntos" (Join the dots) para compilar todas las canciones del álbum.

Join The Dots: B-Sides & Rarities: 1978-2001 (The Fiction Years) es una caja recopilatoria en cuatro discos de canciones de la banda británica de rock, The Cure. La compilación, editada por su sello histórico, Fiction (Elektra en Estados Unidos), se lanzó al mercado en 2004. 

## Descripción
Join The Dots contiene cuatro CDs de caras B y rarezas del grupo de entre 1978 y 2001, año en que la banda y el sello rompieron su relación tras 23 años. Los 70 temas fueron remasterizados digitalmente. 25 de ellos aparecen por primera vez oficialmente en Cd, y 10 de ellos se mantuvieron inéditos desde su elaboración.
La caja incluye un libreto de 75 páginas con comentarios sobre cada tema del destacado periodista musical Johnny Black, asistido por Robert Smith y Simon Gallup en algunas ocasiones, y poniendo cada tema en su contexto temporal. El libreto también incluye una nutrida iconografía: fotografías del grupo nunca antes vistas, carátulas y etiquetas de sus discos nunca antes vistas. Al final del libreto se aporta una lista exhaustiva de la discografía oficial del grupo editada por la discográfica Fiction.
En la página 2 del libreto se puede leer la siguiente cita del mismo Robert Smith comentando sus propias ideas sobre las caras B de sus artistas favoritos para referirse a sí mismo, dice: 

«La primera cosa que hacía cuando tenía un nuevo sencillo era sacarlo de su funda y reproducir el otro lado. Siempre mi expectativa era que la cara B me pudiera dar otra visión del artista, algo tan bueno como la cara A pero de alguna forma diferente. Esperaba estupendas caras B de los artistas que amaba...».

## Crítica

### Posiciones y certificaciones
| Año  | Lista | Posición | Certificación |
| ---- | ----- | -------- | ------------- |
| 2004 | UK    | 98       | —             |
| 2004 | USA   | 106      | —             |
| 2004 | FRA   | 29       | —             |

## Listado de canciones
Disco 1 1978-1987
1. "10:15 Saturday Night" (Dempsey/Smith/Tolhurst) – 3:43 (originalmente cara B de "Killing an Arab", aunque también aparece en los álbumes Three Imaginary Boys y Boys Don't Cry)
2. "Plastic Passion" (Dempsey/Smith/Tolhurst) – 2:16 (originalmente cara B de "Boys Don't Cry" aunque también aparece en Boys Don't Cry)
3. "Pillbox Tales" (Dempsey/Smith/Tolhurst) – 2:56 (originalmente cara B de la reedición de 1986 de "Boys Don't Cry", aunque fue grabado en 1979)
4. "Do the Hansa" (Dempsey/Smith/Tolhurst) – 2:40 (originalmente cara B de la reedición del 12" de "Boys Don't Cry" de 1986, aunque fue grabado en 1979)
5. "I'm Cold" (Dempsey/Smith/Tolhurst) – 2:49 (originalmente cara B de "Jumping Someone Else's Train")
6. "Another Journey by Train" (Gallup/Hartley/Smith/Tolhurst) – 3:06 (originalmente cara B de "A Forest")
7. "Descent" (Gallup/Smith/Tolhurst) – 3:09 (originalmente cara B de "Primary")
8. "Splintered in Her Head" (Gallup/Smith/Tolhurst) – 5:17 (originalmente cara B de "Charlotte Sometimes")
9. "Lament (versión Flexipop)" (Smith) – 4:36 (aparecido en un flexi disc, incluido en un número de la revista Flexipop, editado a fines de 1982)
10. "Just One Kiss" (Smith/Tolhurst) – 4:10 (originalmente cara B de "Let's Go to Bed")
11. "The Dream" (Smith) – 3:12 (originalmente cara B de "The Walk")
12. "The Upstairs Room" (Smith/Tolhurst) – 3:31 (originalmente cara B del 12" de "The Walk")
13. "Lament" (Smith) – 4:25 (originalmente cara B extra del 12" de "The Walk")
14. "Speak My Language" (Smith/Tolhurst) – 2:43 (originalmente cara B de "The Lovecats")
15. "Mr. Pink Eyes" (Smith/Tolhurst) – 2:45 (originalmente cara B extra del 12" de "The Lovecats")
16. "Happy the Man" (Smith) – 2:47 (originalmente cara B de "The Caterpillar")
17. "Throw Your Foot" (Smith) – 3:33 (originalmente cara B extra del 12" de "The Caterpillar")
18. "New Day" (Smith/Tolhurst) – 4:10 (Tema extra en Half an Octopus 10" y del 12" Quadpus, 1984)
19. "The Exploding Boy" (Smith) – 2:54 (originalmente cara B de "Inbetween Days")
20. "A Few Hours After This..." (Smith) – 2:28 (originalmente cara B extra del 12" de "Inbetween Days")
21. "A Man Inside My Mouth" (Smith) – 3:07 (originalmente cara B de "Close to Me")
22. "Stop Dead" (Smith) – 4:02 (originalmente cara B extra del 12" de  "Close to Me")

Disco 2 1987-1992
1. "A Japanese Dream" (Gallup/Smith/Thompson/Tolhurst/Williams) – 3:29 (originalmente cara B de "Why Can't I Be You?", 1987)
2. "Breathe" (Gallup/Smith/Thompson/Tolhurst/Williams) – 4:48 (originalmente cara B de "Catch", 1987)
3. "A Chain of Flowers" (Gallup/Smith/Thompson/Tolhurst/Williams) – 4:55 (originalmente cara B extra del 12" de "Catch", 1987)
4. "Snow in Summer" (Gallup/Smith/Thompson/Tolhurst/Williams) – 3:27 (originalmente cara B de "Just Like Heaven", 1987)
5. "Sugar Girl" (Gallup/Smith/Thompson/Tolhurst/Williams) – 3:15 (originalmente cara B extra del 12" de "Just Like Heaven", 1987)
6. "Icing Sugar (remix)" (Gallup/Smith/Thompson/Tolhurst/Williams) – 3:23 (canción extra en la versión especial de Kiss Me, Kiss Me, Kiss Me disco extra de vinilo naranja, 1987)
7. "Hey You!!!" (Extended mix) (Gallup/Smith/Thompson/Tolhurst/Williams) – 4:08 (originalmente cara B de "Hot Hot Hot!!!", 1987)
8. "How Beautiful You Are..." (Remix) (Gallup/Smith/Thompson/Tolhurst/Williams) – 4:25 (canción extra en el CD de Radio sampler de Kiss Me Kiss Me Kiss Me, 1987)
9. "To the Sky" (Gallup/Smith/Thompson/Tolhurst/Williams) – 5:15 (originalmente editado en la compilación de Fiction Records Stranger Than Fiction en 1989 y grabado en 1987)
10. "Babble" (Gallup/O'Donnell/Smith/Thompson/Tolhurst/Williams) – 4:18 (originalmente cara B de "Lullaby" en el Reino Unido y de "Fascination Street" en Estados Unidos, 1989)
11. "Out of Mind" (Gallup/O'Donnell/Smith/Thompson/Tolhurst/Williams) – 3:51 (originalmente cara B extra de las versiones del 12" de "Lullaby" y "Fascination Street", 1989)
12. "2 Late" (Gallup/O'Donnell/Smith/Thompson/Tolhurst/Williams) – 2:41 (originalmente cara B de "Lovesong", 1989)
13. "Fear of Ghosts" (Gallup/O'Donnell/Smith/Thompson/Tolhurst/Williams) – 6:51 (originalmente cara B extra del 12" de "Lovesong", 1989)
14. "Hello, I Love You (Psychedelic Version)" (Densmore/Krieger/Manzarek/Morrison) – 6:04 (grabado en 1990, aunque nunca editado con anterioridad)
15. "Hello, I Love You" (Densmore/Krieger/Manzarek/Morrison) – 3:31 (originalmente editado en el CD Rubáiyát: Elektra's 40th Anniversary de Elektra Records. Versión de la canción de The Doors, 1990)
16. "Hello, I Love You (Slight Return Mix)" (Densmore/Krieger/Manzarek/Morrison) – 0:13 (originalmente editado en el Cd Rubáiyát: Elektra's 40th Anniversary de Elektra Records. Versión de la canción de The Doors, 1990)
17. "Harold and Joe" (Gallup/Smith/Thompson/Williams) – 5:09 (originalmente cara B de "Never Enough", 1990)
18. "Just Like Heaven (Dizzy Mix)" (Gallup/Smith/Thompson/Tolhurst/Williams) – 3:43 (originalmente cara B de "Close to Me" edición Closest Mix, 1990)

Disco 3 1992-1996
1. "This Twilight Garden" (Bamonte/Gallup/Smith/Thompson/Williams) – 4:45 (originalmente cara B de "High")
2. "Play" (Bamonte/Gallup/Smith/Thompson/Williams) – 4:36 (originalmente cara B extra del 12" de "High")
3. "Halo" (Bamonte/Gallup/Smith/Thompson/Williams) – 3:47 (originalmente cara B de "Friday I'm In Love", 1992)
4. "Scared as You" (Bamonte/Gallup/Smith/Thompson/Williams) – 4:12 (originalmente cara B extra del 12" de "Friday I'm In Love", 1992)
5. "The Big Hand" (Bamonte/Gallup/Smith/Thompson/Williams) – 4:53 (originalmente cara B de "A Letter to Elise", 1992)
6. "A Foolish Arrangement" (Bamonte/Gallup/Smith/Thompson/Williams) – 3:51 (originalmente cara B extra del 12" de "A Letter to Elise", 1992)
7. "Doing the Unstuck (Saunders 12" Remix)" (Bamonte/Gallup/Smith/Thompson/Williams) – 5:55 (Remix realizado por Mark Saunders en 1992 para un sencillo de "Doing the Unstuck" que nunca llegó a ser lanzado, 1992)
8. "Purple Haze (Virgin Radio Version)" (Hendrix) – 3:18 (de una versión 12" no lanzada, 1993)
9. "Purple Haze" (Hendrix) – 5:22 (del álbum tributo Stone Free: A Tribute to Jimi Hendrix, 1993)
10. "Burn" (Bamonte/Gallup/Smith/Williams) – 6:37 (de la banda sonora de la película El Cuervo, 1994)
11. "Young Americans" (Bowie) – 6:23 (de una compilación de 104.9 XFM, versión de la canción de David Bowie, 1993)
12. "Dredd Song" (Bamonte/Cooper/Gallup/O'Donnell/Smith) – 4:25 (de la banda sonora de la película de 1995, Juez Dredd, 1995)
13. "It Used to Be Me" (Bamonte/Cooper/Gallup/O'Donnell/Smith) – 6:50 (originalmente cara B de "The 13th", 1996)
14. "Ocean" (Bamonte/Cooper/Gallup/O'Donnell/Smith) – 3:29 (originalmente cara B de "The 13th", 1996)
15. "Adonais" (Bamonte/Cooper/Gallup/O'Donnell/Smith) – 4:11 (originalmente cara B de "The 13th", 1996)

Disco 4 1996-2001
1. "Home" (Bamonte/Cooper/Gallup/O'Donnell/Smith) – 3:24 (originalmente cara B de "Mint Car", 1996)
2. "Waiting" (Bamonte/Cooper/Gallup/O'Donnell/Smith) – 3:34 (originalmente cara B de "Mint Car", 1996)
3. "A Pink Dream" (Bamonte/Cooper/Gallup/O'Donnell/Smith) – 3:44 (originalmente cara B de "Mint Car", 1996)
4. "This Is a Lie (Ambient Mix)" (Bamonte/Cooper/Gallup/O'Donnell/Smith) – 4:32 (originalmente cara B de "Strange Attraction" en Estados Unidos y de "Gone!" en el Reino Unido, 1996)
5. "Wrong Number (P2P Remix)" (Smith) – 8:14 (una de las remezclas del sencillo "Wrong Number" remezclada por Robert Smith, 1997)
6. "More Than This" (Smith) – 5:11 (de X-Files: The Album, 1998)
7. "World in My Eyes" (Gore) – 4:52 (de For the Masses, álbum tributo de versiones de Depeche Mode, 1998)
8. "Possession" (Bamonte/Cooper/Gallup/O'Donnell/Smith) – 5:17 (canción previamente no editada y grabada durante las sesiones de Bloodflowers, 2000)
9. "Out of This World (Oakenfold Remix)" (Bamonte/Cooper/Gallup/O'Donnell/Smith) – 7:01 (remezcla previamente no editada, 2000)
10. "Maybe Someday (Hedges Remix)" (Bamonte/Cooper/Gallup/O'Donnell/Smith) – 4:59 (del CD promocional de "Maybe Someday", 2000)
11. "Coming Up" (Bamonte/Cooper/Gallup/O'Donnell/Smith) – 6:27 (Canción extra en las versiones japonesa y australiana de Bloodflowers, 2000)
12. "Signal to Noise (Acoustic Version)" (Bamonte/Cooper/Gallup/O'Donnell/Smith) – 3:36 (grabación acústica no editada de las sesiones de Greatest Hits, 2000)
13. "Signal to Noise" (Bamonte/Cooper/Gallup/O'Donnell/Smith) – 4:07 (originalmente cara B de "Cut Here", 2001)
14. "Just Say Yes (Curve Remix)" (Bamonte/Cooper/Gallup/O'Donnell/Smith) – 3:18 (remezcla no editada con anterioridad, 2001)
15. "A Forest (Mark Plati Mix)" (Gallup/Hartley/Smith/Tolhurst) – 6:41 (remezcla no editada con anterioridad, 2001)